# بسمه معروف
بسمه معروف (انگلیسی: Bismah Maroof؛ زادهٔ ۱۸ ژوئیهٔ ۱۹۹۱) بازیکن کریکت زن اهل پاکستان است.